# Nathalie Delon
Nathalie Delon, pseudonimo di Francine Canovas (Oujda, 1º agosto 1941 – Parigi, 21 gennaio 2021), è stata un'attrice e regista francese.

## Biografia
Nata in Marocco, suo padre Louis Canovas (1915-2003) era un pieds-noirs di Orano, che dirigeva un'impresa di trasporti; sua madre, Antoinette Rodriguez, era originaria di Melilla. Sposò in prime nozze Guy Barthélémy, un giovane originario della Francia settentrionale, in servizio militare in Algeria, al quale diede una figlia, Nathalie, ma poco dopo la coppia divorziò.  
Il 13 agosto 1964 nel Loir-et-Cher, sposò l'attore Alain Delon. La coppia partì in luna di miele, salpando da Le Havre con il transatlantico France per raggiungere gli Stati Uniti, dove Delon aveva un contratto con la Metro-Goldwyn-Mayer. Il loro figlio Anthony nacque il 30 settembre 1964 al Cedars-Sinai Medical Center di Los Angeles. La famiglia visse negli Stati Uniti per un anno e, risolto il contratto di Delon, tornò a Parigi. Nel 1967, su insistenza del regista Jean-Pierre Melville, Nathalie Delon esordì come attrice recitando accanto al marito nel film Frank Costello faccia d'angelo. La coppia si separò nel giugno 1968, dopo il coinvolgimento nel cosiddetto Affaire Marković. Il 14 febbraio 1969 il divorzio fu finalizzato dopo quattro anni e mezzo di matrimonio. 
Nathalie Delon continuò la sua carriera di attrice fino agli anni ottanta. Diresse due film, Ils appellent ça un accident (1982) e Dolci bugie (1988). Dal 1978 al 1993 visse con il produttore discografico Chris Blackwell a Nassau, Bahamas.
È morta nel gennaio 2021, all'età di 79 anni, a seguito di un tumore al pancreas.

## Filmografia parziale

### Regista
- Dolci bugie (Sweet Lies) (1988)

### Attrice
- Frank Costello faccia d'angelo (Le Samouraï), regia di Jean-Pierre Melville (1967)
- Una lezione particolare (La Leçon particulière), regia di Michel Boisrond (1968)
- Le sorelle, regia di Roberto Malenotti (1969)
- L'armata degli eroi (L'Armée des ombres), regia di Jean-Pierre Melville (1969)
- L'uomo di Saint-Michael (Doucement les basses), regia di Jacques Deray (1971)
- Il monaco (Le Moine), regia di Adonis Kyrou (1972)
- Barbablù (Bluebeard), regia di Edward Dmytryk e Luciano Sacripanti (1972)
- Professione: Avventurieri (Profession: Aventuriers), regia di Claude Mulot (1973)
- Colinot l'alzasottane (L'Histoire très bonne et très joyeuse de Colinot trousse-chemise), regia di Nina Companeez (1973)
- Hold-Up - Istantanea di una rapina, regia di Germán Lorente (1974)
- Una romantica donna inglese (The Romantic Englishwoman), regia di Joseph Losey (1975)
- La petroliera fantasma (Docteur Justice), diretto da Christian-Jaque (1975)
- Un sussurro nel buio, regia di Marcello Aliprandi (1976)
- Una femmina infedele (Une femme fidèle), regia di Roger Vadim (1976)
- I gabbiani volano basso, regia di Giorgio Cristallini (1977)
- Occhi dalle stelle, regia di Mario Gariazzo (1978)
- L'avventurosa fuga, regia di Enzo Doria (1978)
- Nuit de chien, regia di Werner Schroeter (2008)

## Doppiatrici italiane
Nelle versioni in italiano dei suoi film, Nathalie Delon è stata doppiata da:
- Vittoria Febbi in L'uomo di Saint-Michael, Barbablù, I gabbiani volano basso, Occhi dalle stelle
- Maria Pia Di Meo in Frank Costello faccia d'angelo